# Імені Матросова
Імені Матросова (рос. Имени Матросова) — селище в Тенькинському районі Магаданської області.
Населення — 28 осіб (2010).

## Географія
Географічні координати: 61°38' пн. ш. 147°48' сх. д. Часовий пояс — UTC+10.
Відстань до районного центру, селища Усть-Омчуг, становить 127 км, а до обласного центру — 391 км. Через селище протікає річка Наталкін.

## Історія
Селище було засноване для розробки найбільшого на північному сході Наталкинського золоторудного родовища золота, назву поселення отримало від однойменного рудника. Поруч з Матросово розташовувався виправно-трудовий табір. Ув'язнені табору, переважно політичні, були зайняті в гірничодобувній промисловості. Серед ув'язнених був український поет Василь Стус та російський дисидент Сергій Ковальов.

## Населення
За даними перепису населення 2010 року на території селища проживало 28 осіб. Частка чоловіків у населенні складала 60,7% або 17 осіб, жінок — 39,3% або 11 осіб.